# Martos (Spanyolország)
Martos település Spanyolországban, Jaén tartományban. Martos Alcaudete, Los Villares, Santiago de Calatrava, Torredonjimeno, Jamilena, Fuensanta de Martos, Valdepeñas de Jaén, Castillo de Locubín és Baena községekkel határos. Lakosainak száma 24 452 fő (2024).

## Népesség
A település népessége az elmúlt években az alábbi módon változott:
| Lakosok száma | 22 702 | 23 719 | 24 141 | 24 655 | 24 547 | 24 562 | 24 207 | 24 215 | 24 329 | 24 452 |
|               | 2001   | 2004   | 2007   | 2009   | 2012   | 2014   | 2017   | 2019   | 2022   | 2024   |